# Luik-Bastenaken-Luik 2007
De 93ste editie van Luik-Bastenaken-Luik was 262 km lang en werd verreden op zondag 29 april 2007. Het peloton kreeg in ook in deze editie van La Doyenne 12 hellingen onder de wielen geschoven waarvan 8 in de laatste 90 kilometer. De bekendste daarvan waren de Stockeu, de Côte du Sart-Tilman, La Redoute en de Saint-Nicolas.

## Verloop
Gedurende de hele dag houden de favorieten elkaar goed in de gaten en gebeurt er vrij weinig. Op een aantal kilometer voor het einde demarreren Danilo Di Luca en Fränk Schleck uit de groep met de favorieten. In de laatste kilometer springt Di Luca weg bij Schleck en The Killer wint LBL solo. Valverde haalt met een uiterste krachtsinspanning Schleck nog bij en wordt voor de Luxemburger tweede.

## Uitslag
| rang | renner                 | land       | ploeg                                 | tijd       |
| ---- | ---------------------- | ---------- | ------------------------------------- | ---------- |
| 1    | Danilo Di Luca         | Italië     | Liquigas                              | 6u 37' 24" |
| 2    | Alejandro Valverde     | Spanje     | Caisse d'Epargne                      | op 3"      |
| 3    | Fränk Schleck          | Luxemburg  | Team CSC                              | z.t.       |
| 4    | Paolo Bettini          | Italië     | Quickstep-Innergetic                  | op 6"      |
| 5    | Davide Rebellin        | Italië     | Team Gerolsteiner                     | z.t.       |
| 6    | Michael Boogerd        | Nederland  | Rabobank                              | op 7"      |
| 7    | Damiano Cunego         | Italië     | Lampre-Fondital                       | op 9"      |
| 8    | Matthias Kessler       | Duitsland  | Astana                                | z.t.       |
| 9    | Juan José Cobo         | Spanje     | Saunier Duval-Prodir                  | z.t.       |
| 10   | Kim Kirchen            | Luxemburg  | T-Mobile Team                         | z.t.       |
| 11   | Jérôme Pineau          | Frankrijk  | Bouygues Télécom                      | z.t.       |
| 12   | Franco Pellizotti      | Italië     | Liquigas                              | z.t.       |
| 13   | Samuel Sánchez         | Spanje     | Euskaltel-Euskadi                     | z.t.       |
| 14   | Benoît Salmon          | Frankrijk  | Agritubel                             | op 15"     |
| 15   | John Gadret            | Frankrijk  | Ag2r Prévoyance                       | z.t.       |
| 16   | Philippe Gilbert       | België     | La Française des Jeux                 | z.t.       |
| 17   | Riccardo Riccò         | Italië     | Saunier Duval-Prodir                  | op 20"     |
| 26   | Jelle Vanendert        | België     | Chocolade Jacques-Topsport Vlaanderen | op 40"     |
| 32   | Bram Tankink           | Nederland  | Quick·Step-Innergetic                 | op 1' 13"  |
| 34   | Thomas Dekker          | Nederland  | Rabobank                              | op 1' 21"  |
| 36   | Cadel Evans            | Australië  | Predictor-Lotto                       | z.t.       |
| 43   | Aleksandr Vinokoerov   | Kazachstan | Astana                                | op 1' 33"  |
| 53   | Karsten Kroon          | Nederland  | Team CSC                              | op 1' 36"  |
| 54   | Axel Merckx            | België     | T-Mobile Team                         | z.t.       |
| 76   | Stefan Schumacher      | Duitsland  | Team Gerolsteiner                     | op 5' 06"  |
| 78   | Óscar Freire           | Spanje     | Rabobank                              | op 5' 25"  |
| 115  | Steven Kleynen Laatste | België     | Landbouwkrediet-Tönissteiner          | op 15' 09" |